# Stanley J. Korsmeyer Award
Der Stanley J. Korsmeyer Award ist ein nach Stanley J. Korsmeyer benannter Wissenschaftspreis, der jährlich von der American Society for Clinical Investigation (ASCI) für herausragende Wissenschaftsleistungen in Verbindung mit besonderem Mentoring für Nachwuchswissenschaftler auf dem Gebiet der Lebenswissenschaften vergeben wird. Die Auszeichnung ist mit 20.000 US-Dollar dotiert (Stand 2015).
Der Preis wurde ab 1998 vergeben, zunächst unter dem Namen ASCI Award. Erster Preisträger war Stanley J. Korsmeier. Nach dessen Tod 2005 erhielt der Preis seinen heutigen Namen.

## Preisträger
- 1998 Stanley J. Korsmeyer
- 1999 Richard D. Klausner
- 2000 Christine E. Seidman
- 2001 Laurie Glimcher
- 2002 Ronald DePinho
- 2003 Craig B. Thompson
- 2004 David Ginsburg
- 2005 Francis Collins
- 2006 Shaun R. Coughlin
- 2007 D. Gary Gilliland
- 2008 Gerald I. Shulman
- 2009 Mitchell A. Lazar
- 2010 Andrew R. Marks
- 2011 Brian J. Druker, Charles L. Sawyers
- 2012 William G. Kaelin, Gregg L. Semenza
- 2013 Bruce Beutler
- 2014 Beth Levine
- 2015 Louis J. Ptáček
- 2016 Jean-Laurent Casanova
- 2017 James E. Crowe
- 2018 Joseph Heitman
- 2019 Michael S. Diamond
- 2020 Judith A. James
- 2021 Benjamin L. Ebert
- 2022 Peter Tontonoz
- 2023 Nicole Calakos
- 2024 Howard Chang
- 2025 W. Kimryn Rathmell[1]